# Grand-duché de Luxembourg (1815-1890)
Ne doit pas être confondu avec Grand-duc de Luxembourg, Luxembourg (pays) ou Province de Luxembourg.
Pour les articles homonymes, voir Grand-Duché de Luxembourg.
1815–1890
(75 ans)
Entités précédentes :
- Département des Forêts

Entités suivantes :
- Luxembourg
- Province de Luxembourg

Le grand-duché de Luxembourg (en néerlandais : Groothertogdom Luxemburg) est un territoire ayant existé de 1815 à 1890, lorsqu'il appartient aux souverains néerlandais de la maison d'Orange-Nassau. À ce titre, il formait une union personnelle avec le royaume uni des Pays-Bas (puis avec les Pays-Bas après la scission du royaume à la suite de l'indépendance de la Belgique de 1830). 
Il était également un état membre de la confédération germanique jusqu'à sa dissolution en 1866. Il est l'ancêtre de l'actuel état du Luxembourg, depuis lors indépendant de la couronne néerlandaise, qui conserve le nom officiel de grand-duché de Luxembourg.
Il trouve ses origines médiévales dans l'ancien duché de Luxembourg. Après l'annexion de celui-ci par la Première République française en 1795, le duché fut remodelé pour devenir le département des Forêts jusqu'à la chute de Napoléon Bonaparte et du Premier Empire. C'est lors du démembrement de ce dernier que le territoire fut créé le 15 mars 1815 par le congrès de Vienne et élevé au rang de « grand-duché ». Il fut octroyé à titre personnel à Guillaume Ier d'Orange-Nassau, souverain du nouveau royaume uni des Pays-Bas, créé la même année. Guillaume devint donc le « roi-grand-duc » : roi des Pays-Bas, nation indépendante, et grand-duc de Luxembourg, sa possession privée héréditaire.
Après la participation luxembourgeoise à la Révolution belge de 1830, la quasi-totalité du territoire fut temporairement annexé par la Belgique entre le 16 octobre 1830 et le 19 avril 1839, date de signature du traité des XXIV articles. Celui-ci mit en oeuvre la scission du Grand-duché de Luxembourg sur base de critères linguistiques : la partie occidentale (la plus vaste, de langues romanes) revint à la Belgique, qui y créa sa neuvième province (la province de Luxembourg), tandis que la « partie cédée », la partie orientale, délimitée par les frontières actuelles du Luxembourg et de langues germaniques (dont le luxembourgeois), repassa sous le giron de la monarchie néerlandaise.
Le grand-duché va alors progressivement entamer la route vers son indépendance avec, notamment, la création de la première constitution luxembourgeoise en 1841, la révolution luxembourgeoise de 1848 ou encore la fin de la confédération germanique en 1866.
Le 23 novembre 1890, le décès sans héritier mâle du troisième (et dernier) « roi-grand-duc » de la maison d'Orange-Nassau, Guillaume III, libère le grand-duché de l'union personnelle qui le liait aux Pays-Bas et lui permet de devenir de facto l'état indépendant luxembourgeois tel qu'il existe aujourd'hui. Il conserva son titre de grand-duché et couronna, comme nouveau grand-duc, Adolphe Ier de la branche des Nassau-Weilbourg.

## Histoire
Après la Révolution française, les armées révolutionnaires envahissent les Pays-Bas autrichiens et leur région et les annexent à la République française après le siège de la forteresse de Luxembourg remporté en 1795. L'Assemblée nationale divise alors l'ensemble du « nouveau » territoire français en départements. Parmi eux se trouve le département des Forêts dont le chef-lieu est Luxembourg-ville et qui contient la majeure partie de l'ancien duché de Luxembourg.
La défaite de Napoléon lors des batailles de la campagne d'Allemagne entraine le départ des Français du Luxembourg dès janvier 1814, lorsque les armées alliées franchissent la Moselle et investissent la forteresse de Luxembourg.

### Création

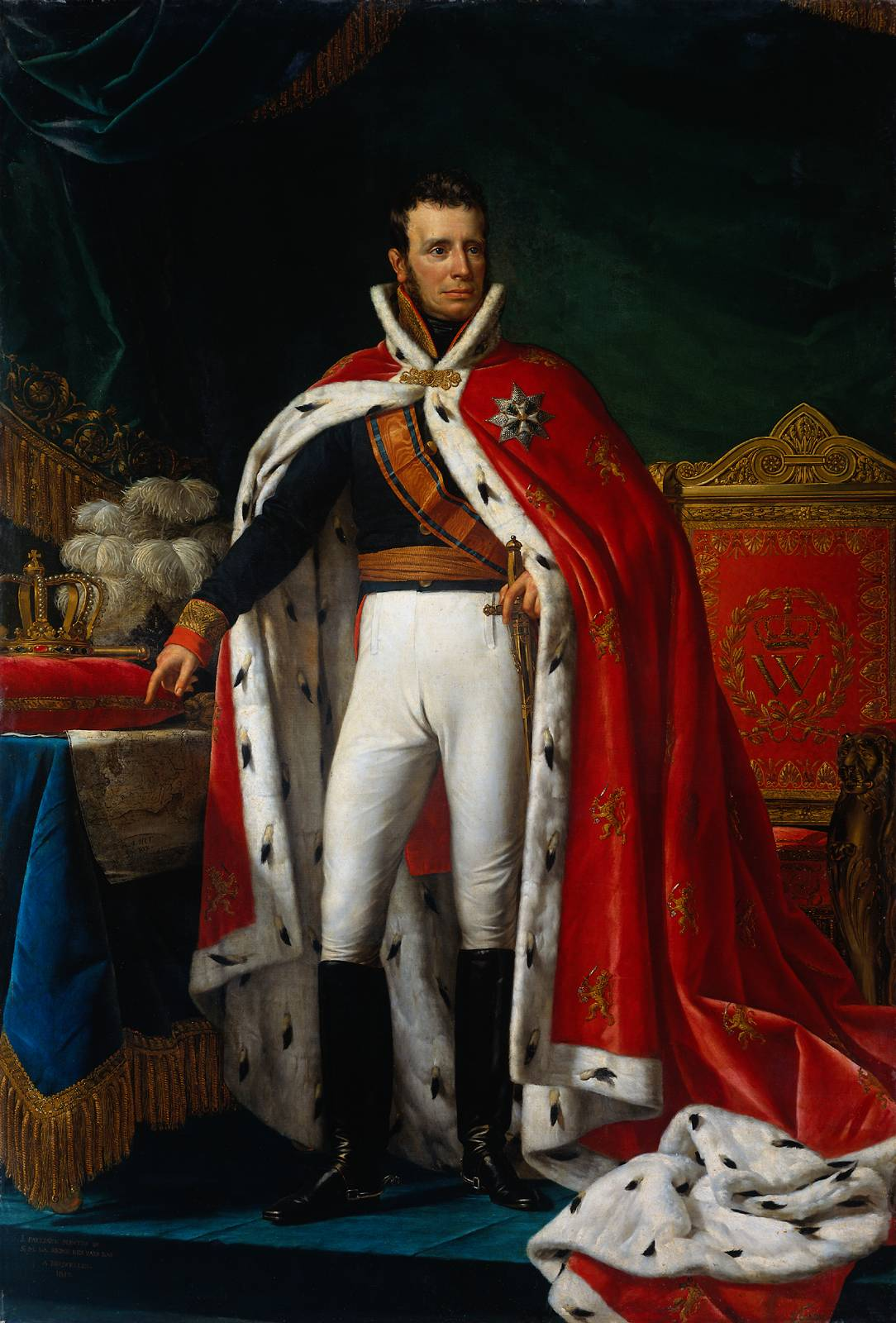
Guillaume Ier de la maison d'Orange-Nassau, roi des Pays-Bas et premier grand-duc de Luxembourg dès sa création en 1815.

Après la défaite de Napoléon Bonaparte à Waterloo en 1815, les puissances européennes victorieuses se réunirent lors du congrès de Vienne pour décider du sort des anciens territoires français annexés. Elles décident de la création d'un nouvel état tampon entre la France et la Prusse : le royaume uni des Pays-Bas, qui regroupe les anciens Pays-Bas autrichiens, le territoire historique de la république des Provinces-Unies et la principauté de Liège. Les puissances décident alors que cet état sera une monarchie, dans le but de faire barrage à d'éventuelles nouvelles volontés expansionnistes françaises et de contrer les idées républicaines qui y persistent encore.
Elles choisissent alors Guillaume Ier de la maison d'Orange-Nassau comme nouveau roi des Pays-Bas. Ce choix n'est pas anodin puisque Guillaume est le fils de Guillaume V d'Orange-Nassau, dernier stathouder des Provinces-Unies et descendant de Guillaume d'Orange, meneur de la révolution des Pays-Bas espagnols contre le roi d'Espagne, Philippe II, qui conduisit à indépendance de la république dès 1581 lors de la guerre de Quatre-Vingts Ans.
Guillaume Ier possédait une série de principautés en Westphalie (Nassau-Dillenbourg, Siegen, Hadamar et Dietz) qu'il dut céder au royaume de Prusse et à la confédération germanique après des négociations signées le 31 mars 1815 avec son beau-frère et cousin, Frédéric-Guillaume III, roi de Prusse. En échange, le nouveau roi des Pays-Bas reçoit un territoire au sud de son nouveau royaume qui reprend grosso modo les frontières de l'ancien département des Forêts jusqu'à la Sûre et l'Our formant dès lors l'actuelle frontière entre l'Allemagne et le Luxembourg. Le congrès de Vienne élève alors ces nouvelles possessions au rang de grand-duché, qu'il créé le 15 mars 1815 avec Guillaume Ier pour premier grand-duc de Luxembourg. Le territoire formant une union personnelle avec le royaume uni des Pays-Bas, Guillaume porte donc le double titre de roi et de grand-duc, malgré l'article 29 de la constitution du Royaume des Pays-Bas qui dispose que « Le Roi des Pays-Bas ne peut porter aucune autre couronne ». C'est également un état-membre de la confédération germanique.

#### Formation territoriale
Le territoire du grand-duché est défini dans l'article 68 de l'acte final du congrès de Vienne du 9 juin 1815 :

« Le grand-duché de Luxembourg se composera de tout le territoire situé entre le royaume des Pays-Bas, tel qu'il a été désigné par l'article 66, la France, la Moselle jusqu'à l'embouchure de la Sûre, le cours de la Sûre jusqu'au confluent de l'Our, et le cours de cette dernière rivière jusqu'aux limites du ci-devant canton français de Saint-Vith, qui n'appartiendra point au grand-duché de Luxembourg. »

Ses frontières reprennent le tracé de celles du départements de Forêts, à l’exception de la frontière orientale, marquée par des découpes accordées au royaume de Prusse. En effet, l'article 25 du même traité définit l'attribution des nouvelles possessions prussiennes sur la rive gauche du Rhin, formalisant les frontières du royaume de Prusse en ce qui est, encore aujourd'hui, la frontière entre l'Allemagne et le Luxembourg. 

« Du point où la limite du canton de Conz, au-dessus de Gomlingen, traverse la Sarre, la ligne descendra la Sarre jusqu'à son embouchure dans la Moselle ; ensuite elle remontera la Moselle jusqu'à son confluent avec la Sûre, cette dernière jusqu'à l'embouchure de l'Our, et l'Our jusqu'aux limites de l'ancien département de l'Ourthe. Les endroits traversés par ces rivières ne seront partagés nulle part, mais appartiendront avec leurs banlieues, à la Puissance sur le terrain de laquelle la majeure partie de ces endroits sera située. Les rivières elles-mêmes, en tant qu'elles forment la frontière, appartiendront en commun aux deux Puissances limitrophes. »

Cette dernière phrase créé le condominium germano-luxembourgeois, confirmé par les traité d'Aix-la-Chapelle du 26 juin 1816 et du 7 octobre 1816 entre le royaume uni des Pays-Bas et le royaume de Prusse.
Cela se traduit de manière concrète par la passage de plusieurs territoires de l'ancien duché de Luxembourg situés dans l'Eifel vers la nouvelle province prussienne appelée le grand-duché du Bas-Rhin. Ceux-ci appartenaient autrefois à deux anciens départements français : 
- le département des Forêts, dont les territoires concernés sont quatre des cinq cantons de l'arrondissement de Bitburg, à savoir : Arzfeld, Bitburg, Dudeldorf et Neuerburg, ainsi qu'une partie des cantons de Grevenmacher, Echternach, Vianden et Clervaux.
- le département de la Sarre, dont les cantons de Daun et de Gerolstein

Côté occidental, les frontières sont celles toujours en vigueur entre la Belgique et la France et entre la France et le Luxembourg, le « Luxembourg français » ayant été attribué dès 1790 aux départements de la Meuse et de la Moselle et laissé à ces derniers en 1815.

### Gouvernance sous GuillaumeIer
Guillaume Ier agit comme un souverain ambitieux mais autoritaire, voire despotique sur les Pays-Bas méridionaux. Le mariage forcé entre les différents peuples ne se passe pas comme prévu, tant d'un point de vue religieux (majorité catholique au sud et protestante au nord), social (l'imposition du néerlandais comme seule langue dans le royaume), que politique, avec de fort avantages octroyés aux « hollandais ». 

#### Administration
Le roi des Pays-Bas administre également le Luxembourg comme la dix-huitième province de son royaume mais sans jamais le reconnaitre officiellement. Par exemple, une loi datant du 25 mai 1816 dispose que : 

« (...) la souveraineté éventuelle du grand-duché de Luxembourg, qui nous a été cédé en compensation de nos pays de Nassau, aurait pu indemniser le prince Frédéric de la perte de son expectative et que comme nous avons trouvé convenable, pour l'intérêt général du royaume, d'y réunir le grand-duché et de le placer sous les mêmes lois constitutionnelles, la justice exige d'affecter la susdite indemnité sur les biens de l’État, dont cette réunion a augmenté les revenus et la puissance. »

 Par les pouvoirs qui lui sont confiés dans l'article 67 de l'acte final du congrès de Vienne, Guillaume nomme un gouverneur du Luxembourg, le premier étant Franz Edmund Josef von Schmitz-Grollenburg de 1814 à 1815, avant que Jean-Georges Willmar ne lui succède. Le Grand-duché était également représenté aux États provinciaux et soumis à la loi fondamentale de la constitution du royaume des Pays-Bas, ce qui est contraire à ce que prévoyait le congrès de Vienne lors de la création du grand-duché. Celle-ci précise, dans son article 79, que le Luxembourg bénéficie ainsi de quatre députés sur cent-dix à la seconde Chambre des États généraux, qui siège à La Haye. Parmi eux, on trouvera, entre autres, Antoine Pescatore, Charles Auguste de Tornaco, Édouard d'Huart, François d'Hoffschmidt, Gaspard-Théodore-Ignace de La Fontaine ou encore Jean-Baptiste-Anne de Gerlache de Biourge. Certains, les « orangistes », étaient fidèles à la politique de Guillaume Ier tandis que d'autres prirent plus tard le parti de la révolution belge et de l'annexion du Luxembourg à la Belgique. En effet, en 1828, les bourgeoisies catholiques et libérales s'unissent pour élaborer un programme commun d'exigences, c'est la naissance de l'unionisme belge, auquel se rallient certains luxembourgeois.

#### Économie
D'un point de vue économique aussi le « roi grand-duc » traite le Luxembourg non comme une province néerlandaise et l'exploite même tel un territoire colonial. En effet, à leur création par le congrès de Vienne, les Pays-Bas ont déjà accumulé une énorme dette publique provenant d’avant 1815. En 1814 cette dette a atteint le niveau astronomique de 1,25 milliard de florins néerlandais. Guillaume Ier fait alors participer la Belgique et le Luxembourg au remboursement de cette dette dans laquelle ils n'ont aucune responsabilité historique, malgré les protestations des différents députés. A cette fin, il décide d'une fiscalité démesurée s’abat sur le Grand-Duché. Elle est conçue et adaptée aux territoires des anciennes Provinces-Unies, qui était l'une des grandes puissances économiques et militaire au cours du siècle d'or néerlandais et a bénéficié d'un développement considérable, ce qui n'était pas le cas des Pays-Bas méridionaux, qui ne faisaient pas parties des Provinces Unies et demeuraient des territoires essentiellement agraires et, dans le cas du Luxembourg, particulièrement isolé par la géographie et le relief. 
Plusieurs impôts sont particulièrement inappropriés et impopulaires : 
- l’impôt sur le vin (particulièrement dans la région viticole de la Moselle)
- l’impôt sur les eaux de vie, car il faut les payer avant la vente du produit, ce qui est catastrophique pour les petits exploitants.
- l’impôt sur la mouture : l’impôt doit être payé avant d'aller moudre le grain au moulin.
- l’impôt sur le droit d’abattage : l’impôt doit être payé avant d'aller faire abattre les bêtes.

#### Aspects militaires
Hormis le corps de la gendarmerie grand-ducale, en place depuis le 3 février 1733, le Grand-duché ne dispose pas d'armée lors de sa création. Cependant, le 8 janvier 1817, la loi sur l'organisation de la milice nationale crée la milice luxembourgeoise. Elle sera abolie en 1841, tandis que l'armée luxembourgeoise verra le jour en 1881. 
Plusieurs unités militaires de l'armée du Royaume uni des Pays-Bas stationnaient dans le Grand-duché : 
- Une garnison néerlandaise était maintenue conjointement à des troupes de l'armée prussienne dans la forteresse de Luxembourg, selon les termes de l'article 5 de la convention militaire signée à Francfort-sur-le-Main le 8 novembre 1816 entre le roi Grand-duc Guillaume et le roi de Prusse Frédéric-Guillaume III. Celui-ci stipule que la forteresse de Luxembourg devait être occupée par un quart de troupes néerlandaises et trois quarts de troupes prussiennes. L'article 9 stipulait qu'en temps de paix, la garnison devait compter 6 000 hommes même si, en pratique, ce niveau ne fut jamais été atteint.
- La 12ème division d'infanterie de ligne possédait son état-major à Bouillon et plusieurs casernes sur le territoire luxembourgeois dont les bataillons d’infanterie de milice n°49 (basé à Marche-en-Famenne), n°50 (basé à Neufchâteau), et n°51 (basé à Luxembourg-ville), ainsi que le bataillon de réserve stationné à Arlon, tandis que le reste des troupes logeaient à Berg-op-Zoom[9].

### Révolution belge

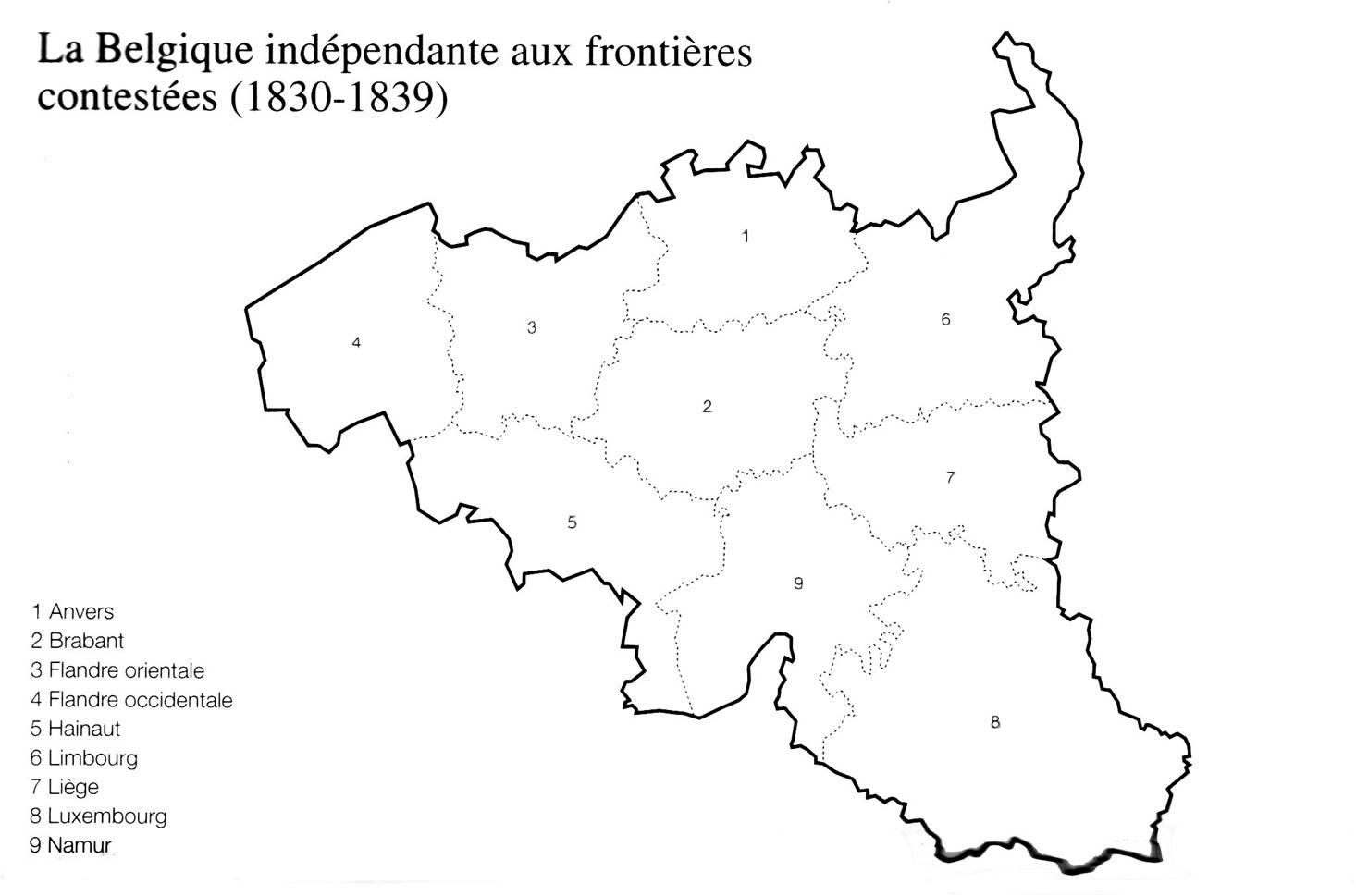
Les frontières de la Belgique depuis son indépendance du 4 octobre 1830, incluaient le grand-duché de Luxembourg (ainsi que l'actuel Limbourg néerlandais), jusqu'au traité des XXIV articles du 19 avril 1839 qui les scinda en deux.

Toutes ces tensions mènent à la Révolution belge dès le 25 aout 1830 à Bruxelles et au déclenchement de la guerre belgo-néerlandaise. Les Luxembourgeois se rattachent majoritairement à la révolution, hormis certains bastions « orangistes », principalement dans la ville de Luxembourg et sa forteresse, où se trouve une garnison prussienne et néerlandaise. Parmi eux, l'on retrouve Gaspard-Théodore-Ignace de La Fontaine, Jean-Georges Willmar et son fils Jean-Jacques, Charles Auguste de Tornaco et ses fils Camille et Victor, Charles-Gérard Eyschen ou encore Jean Ulveling. Mais ils ne peuvent empêcher l'apparition rapide de drapeaux belges dans un certain nombre de localités grand-ducales. On en recense d'abord le long de la route entre Bruxelles, Namur, Arlon et Luxembourg (actuelle route nationale 4 belge et nationale 6 luxembourgeoise) : le 4 septembre à Marche-en-Famenne, le 5 à Bastogne, le 9 à La Roche-en-Ardenne et le 14 à Houffalize. À Arlon, où réside une garnison de l'armée royaliste, le drapeau belge apparaît le 27 septembre et le 30 les militaires quittent la ville en direction de Neufchâteau où la troupe se débande tandis que les officiers sont arrêtés par les bourgeois. Avec Arlon, région de langue germanophone (Areler), le « Luxembourg allemand » est gagné à son tour par la révolution. Des drapeaux belges flottent à Vianden le 28, à Diekirch le 29, à Remich le 1er octobre et à Echternach le 2. Ce même jour, les troupes militaires en garnison à Bouillon évacuent la ville. Il ne reste alors plus qu'une seul endroit armé par les forces néerlandaises sur le territoire : dans la forteresse de Luxembourg-ville.
Lors des Journées de Septembre (du 23 au 27), les belges chassent les forces armées néerlandaises de la ville, aidés par des troupes de volontaires venues de tout le pays, mais également du Luxembourg. Les huit provinces méridionales sur les dix-sept que compte le royaume uni des Pays-Bas font alors sécession et proclament l'indépendance de la Belgique le 4 octobre 1830. Les révolutionnaires poursuivent alors vers la frontière néerlandaise et Anvers. Le 3 octobre 1830, un corps franc luxembourgeois est constitué et participe à la libération de Malines dès le 19 octobre puis se distingue le 21 en prenant le pont de Walem, sur la Nèthe avec, à sa tête, Nicolas Mullendorff.
Sur le plan politique, plusieurs hommes d'état luxembourgeois participent à la création du Congrès national belge, parmi eux : Étienne de Gerlache (né à Biourge, près de Bertrix), Jean-Baptiste Nothomb (né à Messancy) ou encore Jean-Baptiste Thorn (né à Remich).

### Annexion à la Belgique
Le 16 octobre 1830 le gouvernement provisoire de Belgique déclare unilatéralement l'annexion du grand-duché de Luxembourg à la jeune Belgique. Les Luxembourgeois participent ensuite à la rédaction de la Constitution de la Belgique, adoptée dès le 7 février 1831.
Le 3 octobre 1830, le Guillaume Ier demande officiellement le secours armé des quatre états signataires du protocole de Londres du 21 juin 1814 (l'Autriche, la Prusse, la Russie et le Royaume-Uni). Les puissances se réunissent alors, avec la présence de la France, lors de la conférence de Londres dès le 4 novembre 1830. Celle-ci commence par imposer un armistice aux deux belligérants, puis reconnait l'indépendance de la Belgique dès le 20 décembre 1830 et proclame sa neutralité et son inviolabilité perpétuelle dès le 20 janvier 1831.
Le 21 mai 1831, la conférence adopte le protocole n°24 qui envisage l'achat du grand-duché de Luxembourg par la Belgique.
Un premier traité est alors proposé le 26 juin 1831, le traité des XVIII articles qui délimite les frontières de la Belgique, en y incluant le grand-duché de Luxembourg et dans lequel l'article 3 précise que :

« Les cinq puissances emploieront leurs bons offices pour que le statu quo dans le grand-duché de Luxembourg soit maintenu pendant le cours de la négociation séparée que le souverain de la Belgique ouvrira avec le roi des Pays-Bas et avec la Confédération germanique, au sujet dudit grand-duché, négociation distincte de la question des limites entre la Hollande et la Belgique. »

Toutefois, il ne fut jamais appliqué et, après la prestation de serment du premier roi des Belges, Léopold Ier, le 21 juillet 1831, Guillaume Ier tente de reconquérir ses territoires par la Campagne des dix-jours qui, grâce à l’intervention de l'armée expéditionnaire française, se solde par un échec néerlandais.

#### Contre-révolution
Face à l'agitation populaire se ralliant à la Révolution belge, les institutions néerlandaises réagissent avec, dès le 6 octobre 1830, une proclamation officielle  du gouverneur du Luxembourg, Jean-Georges Willmar aux habitants, disant que : « (...) le Grand-Duché est à considérer comme état indépendant spécialement délimité, et nullement comme fraction du Royaume uni des Pays-Bas et qu’une nationalité propre, sous la garantie de la Confédération germanique, est attachée au sol luxembourgeois. ». Le roi grand-duc Guillaume demande ensuite un apui militaire à la diète de la Confédération germanique afin de matter la rébellion dans le Luxembourg, ce qu'il n'obtiendra pas.

### Scission
Après l'intervention française qui entraina la défaite néerlandaise, les puissances constatent la faiblesse de la Belgique et imposent un nouveau traité international qui acte la séparation officielle de la Belgique et de ce qui devient alors les Pays-Bas : le traité des XXVII articles. Il est signé le 15 novembre 1831 par les puissances européennes et la Belgique et rétrocède la partie orientale du Luxembourg à Guillaume d'Orange-Nassau, mais n'est pourtant pas reconnu par ce dernier, ni même appliqué par la Belgique. C'est l'article 2 de ce traité qui définit clairement la frontière entre la Belgique et le Luxembourg, sur base de critères linguistiques. Les territoires reconnus comme étant de langue romane (ardennais, gaumais, lorrain, wallon etc.) sont laissés à la Belgique à quelques exceptions près, tandis que les territoires de langue germanique (luxembourgeois, moyen allemand, moyen francique etc.) sont rendus au Luxembourg, à l'exception notable du Pays d'Arlon qui, bien que de langue vernaculaire luxembourgeoise (l'Areler), fut attribué à la Belgique.
Guillaume Ier pensant la Belgique non viable, il fallut attendre le 14 mars 1838 pour que celui-ci déclare reconnaitre le nouvel état et accepte de négocier un traité de séparation qu'il signera. Lors des pourparlers, il fut décidé que la Belgique devait rendre une partie de sa province de Limbourg (qui fut scindée de part et d’autre de la Meuse et dont la partie cédée redevient le duché de Limbourg, puis fut rendu aux Pays-Bas lors de la dissolution de la confédération germanique en 1866) mais également la partie occidentale du grand-duché de Luxembourg, en respectant la frontière établie huit ans plus tôt par le traité des XXVII articles.
Cette troisième partition du Luxembourg fut actée par le traité des XXIV articles signé le 19 avril 1839 donnant alors au Luxembourg ses frontières actuelles. Sa partie occidentale devenant la neuvième province du jeune royaume, la province de Luxembourg, et sa partie orientale redevenant propriété privée héréditaire de la maison d'Orange-Nassau, en union personnelle avec les Pays-Bas.
La frontière en tant que telle sera balisée par 507 bornes, dont 287 en fonte, ayant un numéro et les armoiries des deux pays. Celles-ci furent installées à partir de 1843, après la signature du traité de Maastricht.

### Chemin vers l'indépendance
Le 31 décembre 1830, un arrêté royal de Guillaume Ier portant l'établissement d’une administration particulière pour le Grand-Duché de Luxembourg, consacre la séparation administrative entre les Pays-Bas et le Grand-Duché. Toutefois, la question du Luxembourg étant toujours en suspens et l'annexion à la Belgique bientôt reconnue par la conférence de Londres, cette séparation administrative n'eut pas comme résultat une réelle indépendance du pays, malgré la contre-révolution orangiste au Grand-duché de Luxembourg.
Le Luxembourg conquit en fait son indépendance via une émancipation progressive de la maison d'Orange-Nassau. Les choses s'accélèrent après la scission de 1839 dont la partie cédée par la Belgique forme les frontières que l'on connait aujourd'hui et permet la création de nombreuses institutions, comme le premier gouvernement du Luxembourg dès 1848. Vient ensuite la dissolution de la confédération germanique en 1866, qui entraine la crise luxembourgeoise, ravivant l'appétit de la France et de la Prusse d'annexer le territoire. Toutefois, l'union personnelle qui le liait aux Pays-Bas, demeura d'actualité jusqu'à la mort de Guillaume III sans héritier mâle, le 23 novembre 1890. Il cède alors le titre de grand-duc de Luxembourg à la branche des Weilbourg de la maison de Nassau avec, pour premier représentant, le grand-duc Adolphe. Le Grand-duché n'étant plus lié à aucun état ni aucune maison, devint de facto le Luxembourg indépendant que l'on connait aujourd'hui.

#### Naissance de différentes institutions
- Le 29 janvier 1840, une ordonnance royale grand-ducale réforme la gendarmerie grand-ducale en créant la « Maréchaussée royale grand-ducale », sur base de la maréchaussée royale néerlandaise.
- Le 1er juin 1840, une ordonnance royale grand-ducale créé l'« administration forestière », aujourd'hui appelée Administration de la nature et des forêts (Déngscht vu Mënsch an Natur en luxembourgeois).
- En 1842 le Grand-duché entre dans le Zollverein.
- En 1854, le franc luxembourgeois est frappé pour la première fois et remplace petit à petit le florin néerlandais, le franc belge ou le thaler prussien. Deux années plus tard, le droit de battre monnaie est accordé à la toute nouvelle Banque internationale à Luxembourg.
- En 1881, le corps des Volontaires luxembourgeois est créé et avec lui nait l'armée luxembourgeoise.

## Géographie

Carte des trois partitions du Luxembourg et de l'évolution des frontières du Luxembourg au fil du temps.

Le grand-duché est délimité sur les bases de l'ancien département des Forêts du premier empire français qui comprenait une grade partie de l'ancien duché de Luxembourg plus une partie de l'ancien duché de Bouillon ainsi que des territoires de l'actuelle Rhénanie-Palatinat cédée au royaume de Prusse lors de l'acte final du congrès de Vienne le 9 juin 1815.
Il s'étend sur une bonne partie du massif ardennais mais diffère de l'ancien duché médiéval car il est notamment amputé de 2 280 km2 de terres se trouvant a l'est de la ligne fluviale formée par la Moselle, la Sûre et l'Our, ainsi que de ceux situés dans l'Eifel (Bitbourg, Saint-Vith et Schleiden).
Il fut divisé à trois reprises au cours de l'histoire du Luxembourg (1659, 1815 et 1839).

## Politique
D'un point de vue politique, après la période de la question du Luxembourg où il avait failli être enièrement rattaché à la jeune Belgique récemment indépendante, le Grand-duché passe petit à petit d'un état gouverné de manière asbsolutiste par son souverain à un état de plus en plus indépendant. Il se détache progressivement de la maison d'Orange-Nassau et des Pays-Bas, desquels il s'éloigne au fur et à mesure malgré l'union personnelle qui les lient encore. En effet, depuis la fin du Royaume uni des Pays-Bas, il n'existe plus de frontière physique entre le grand-duché et l'état néerlandais, séparés par la Beglique et la Prusse.
En 1841, le deuxième grand-duc de Luxembourg et roi des Pays-Bas, Guillaume II, déclare : « Je veux que le Luxembourg soit gouverné par les Luxembourgeois. » Progressivement, les structures d'un état autonome vont être mises en place : 
- Le 12 octobre 1841, une ordonnance royale grand-ducale créée la Constitution d'États, un texte de 52 articles, regroupés sous quatre chapitres avec pour objectif d'établir, d’une part, une administration stable et conforme à la situation et aux besoins du Grand-Duché et, d’autre part, de veiller à ce que la Constitution soit en harmonie avec les statuts de la Confédération germanique, dont le Grand-duché demeurait un état-membre.
- Le 30 octobre 1841, une ordonance royale grand-ducale nomme 34 députés afin d'assurer le pouvoir législatif dans une première assemblée luxembourgeoise : l'Assemblée des États.
- Le 2 mai 1845, les premières élections légilatives ont lieu dans le pays pour renouveler l'Assemblée des États.
- Le 9 juillet 1848, une première Consitution luxembourgeoise, basée sur la Constitution de la Belgique, entre en vigueur et introduit une monarchie constitutionnelle.
- Le 21 mars 1848 : début de la Révolution luxembourgeoise depuis Ettelbruck.
- Le 1er aout 1848 :
  - le premier gouvernement du Luxembourg prend ses fonctions : le gouvernement de La Fontaine.
  - la Chambre des députés remplace l'Assemblée des États.
- En 1853, le nouveau grand-duc Guillaume III appelle le gouvernement à élaborer une nouvelle Constitution qui limiterait les pouvoirs de la Chambre, mais celle-ci refuse et le grand-duc la dissout. Il s'ensuit un retour à la monarchie absolue.
- Le 7 octobre 1856, le prince Henri d'Orange-Nassau, frère cadet du grand-duc, annonce la modification de la Constitution afin de l'aligner sur celle de la confédération germanique, ce qui déclenche le coup d'État de 1856 au Luxembourg.
- Le 27 novembre 1856 : entrée en vigueur d'une nouvelle Constitution et création du Conseil d'État afin de contrôler le parlement.
- Le 23 aout 1866, le Traité de Prague dissout la confédération germanique.
- Le 17 octobre 1868, une Loi est votée afin de faire entrer en vigueur la nouvelle (et actuelle) Constitution du Luxembourg.

### Gouvernements
Le premier gouvernement du Luxembourg apparait comme tel le 1er aout 1848 : le gouvernement de La Fontaine.

### Gouverneurs
| Nom (naissance - mort)                                                          | Date de début de mandat | Date de fin de mandat | Titre                                                                                         |
| ------------------------------------------------------------------------------- | ----------------------- | --------------------- | --------------------------------------------------------------------------------------------- |
| François Edmond Joseph de Schmitz-Grollenbourg (24 août 1776 - 19 février 1844) | 1814                    | 2 septembre 1815      | Gouverneur du Luxembourg                                                                      |
| Jean-Georges Willmar (5 septembre 1763 - 1er janvier 1831)                      | 2 septembre 1815        | 31 décembre 1831      | Gouverneur du Luxembourg                                                                      |
| Jean Leclerc                                                                    | 1er janvier 1831        | 5 mars 1831           | Gouverneur du Luxembourg (à titre provisoire)                                                 |
| Bernard de Saxe-Weimar-Eisenach (30 mai 1792 - 21 juillet 1862)                 | 5 mars 1831             | 27 mai 1831           | Gouverneur du Luxembourg                                                                      |
| Frédéric-Guillaume de Goedecke (26 mai 1771 - 11 mars 1857)                     | 27 mai 1831             | 18 juin 1839          | Gouverneur du Luxembourg                                                                      |
| Jean-Daniel Louis-Frédéric Hassenpflug (de) (26 février 1794 - 10 octobre 1862) | 18 juin 1839            | 21 octobre 1840       | Gouverneur du Luxembourg                                                                      |
| Jean-Baptiste Gellé (23 juillet 1777 - 16 mars 1847)                            | 21 octobre 1840         | 1er janvier 1842      | Gouverneur du Luxembourg                                                                      |
| Gaspard-Théodore-Ignace de La Fontaine (6 janvier 1787 - 11 février 1871)       | 1er janvier 1842        | 1er aout 1848         | Gouverneur du Luxembourg                                                                      |
| Gaspard-Théodore-Ignace de La Fontaine (6 janvier 1787 - 11 février 1871)       | 1er aout 1848           | 6 décembre 1848       | Gouverneur du Luxembourg                                                                      |
| Jean-Jacques Willmar (6 mars 1792 - 26 novembre 1866)                           | 6 décembre 1848         | 23 septembre 1853     | Gouverneur du Luxembourg                                                                      |
| Charles-Mathias Simons (27 mars 1802 - 5 octobre 1874)                          | 23 septembre 1853       | 26 septembre 1860     | « Président du Conseil du gouvernement » puis « Président du gouvernement » à partir de 1857. |
| Victor de Tornaco (7 juillet 1805 - 26 septembre 1875)                          | 26 septembre 1860       | 9 septembre 1863      | Président du gouvernement                                                                     |
| Emmanuel Servais (11 avril 1811 - 17 juin 1890)                                 | 3 décembre 1867         | 26 décembre 1874      | Président du gouvernement                                                                     |
| Félix de Blochausen (5 mars 1834 - 5 novembre 1915)                             | 26 décembre 1874        | 20 février 1885       | Président du gouvernement                                                                     |
| Édouard Thilges (17 février 1817 - 9 juillet 1904)                              | 20 février 1885         | 22 septembre 1888     | Président du gouvernement                                                                     |
| Paul Eyschen (9 septembre 1841 - 11 octobre 1915)                               | 22 septembre 1888       | 11 octobre 1915       | Président du gouvernement                                                                     |

### Représentation aux Pays-Bas
Le grand-duché acquiert petit à petit son indépendance du Royaume uni des Pays-Bas puis des Pays-Bas mais est initialement considéré comme l'une des provinces du pays et est donc représenté tant aux États provinciaux à Luxembourg qu'aux États généraux à La Haye.

#### États provinciaux
Comme sous l'ancien régime, les États provinciaux sont composés de trois ordres : l'ordre équestre (la noblesse), l'ordre des villes et l'ordre des campagnes.  Ces États comprennent 20 membres par ordre et ne siègent que quelques semaines par an afin de gérer le budget des travaux publics et de l’administration. Ils siègent à Luxembourg et sont présidés par le gouverneur du Luxembourg.

#### États généraux
Les États généraux siégeant à La Haye et comprennent deux chambres : 
- la Première Chambre des États généraux est composée de membres nommés par le roi. Le grand-duché y a trois représentants.
- La Seconde Chambre des États généraux est composée de membres élus par les différents États provinciaux. Le grand-duché y a quatre députés, élus au suffrage censitaire à quatre degrés.

La présence de députés luxembourgeois aux États généraux est, en fait, contraire aux dispositions du congrès de Vienne qui créa, tant le Royaume uni des Pays-Bas, que le Grand-duché de Luxembourg. 

### Souverains
Une union personnelle liait le grand-duché à la monarchie néerlandaise de la maison d'Orange-Nassau dont le souverain portait le titre de roi des Pays-Bas et de grand-duc de Luxembourg jusqu'à la mort de Guillaume III sans héritier mâle le 23 novembre 1890, et l'accession au trône d'Adolphe de la branche des Nassau-Weilbourg.
| Nom                                                | Date de début de règne | Date de fin de règne |
| -------------------------------------------------- | ---------------------- | -------------------- |
| Guillaume Ier (24 août 1772 – 12 décembre 1843)    | 15 mars 1815           | 7 octobre 1840       |
| Guillaume II (6 décembre 1792 – 17 mars 1849)      | 7 octobre 1840         | 17 mars 1849         |
| Guillaume III (19 février 1817 – 23 novembre 1890) | 12 mai 1849            | 23 novembre 1890     |

## Transports

### Rail

Carte du réseau ferré luxembourgeois en 1935.

L'industrie ferroviaire s'installe au Grand-duché avec la société royale grand-ducale des chemins de fer Guillaume-Luxembourg, autorisée par l'arrêté grand-ducal du 2 mars 1857 qui commence à bâtir le réseau ferré national.
Du côté du tramway vicinal, deux compagnies sont créées :
- Le 8 février 1882 : la société des chemins de fer secondaires luxembourgeois
- Le 21 juin 1887 : la société anonyme des chemins de fer cantonaux luxembourgeois

### Routes
Plusieurs routes datent de l'époque de l'union personnelle avec la monarchie néerlandaise, parmi elles :
- La future route nationale belge n°4 et son tronçon entre Arlon, Bastogne et Marche-en-Famenne empierré entre 1817 et 1827[17].